# 페이엣빌 마크스멘
| 페이엣빌 마크스멘 | |
| 설립연도          | 2002년 2004년(SPHL 가입)                                                                                   |
| 해체연도          | |
| 역사              | 케이프 피어 파이어앤츠 (2002년~2004년) 페이엣빌 파이어앤츠 (2004년~2017년) 페이엣빌 마크스멘 (2017년~현재) |
| 경기장            | 크라운 콜리시엄                                                                                            |
| 연고지            | 노스캐롤라이나주 페이엣빌                                                                                  |
| 상징색            | 검정, 오렌지, 올리브, 크림                                                                                 |
| 구단주            | 제프리 M. 롱고 척 노리스                                                                                   |
| 단장              | 제프리 M. 롱고                                                                                             |
| 감독              | 닉 마쪼리니                                                                                                |
| 정규시즌 우승     | 1 (2013)                                                                                                   |
| 플레이오프 우승   | 1 (2007)                                                                                                   |
| 영구 결번         | |

페이엣빌 마크스멘(Fayetteville Marksmen)는 미국 노스캐롤라이나주 페이엣빌을 연고지로 하는 SPHL 소속 아이스 하키팀이다.

## 역대 홈경기장
| 경기장            | 사용기간    | 수용인원 | 장소                      | 비고 |
| ----------------- | ----------- | -------- | ------------------------- | ---- |
| 페이엣빌 마크스멘 |             |          |                           |      |
| 크라운 콜리시엄   | 2017년~현재 | 8,920명  | 노스캐롤라이나주 페이엣빌 | 빈칸 |